# IC 302
IC 302 ist eine Balken-Spiralgalaxie vom Hubble-Typ SBbc im Sternbild Walfisch südlich der Ekliptik. Sie ist schätzungsweise 264 Millionen Lichtjahre von der Milchstraße entfernt und hat einen Durchmesser von etwa 140.000 Lichtjahren. 
Die Typ-Ic-Supernova SN 2000F wurde hier beobachtet.
Das Objekt wurde am 15. Dezember 1892 vom französischen Astronomen Stéphane Javelle entdeckt.